# Simiskina moultoni
Simiskina moultoni är en fjärilsart som beskrevs av Corbet 1940. Simiskina moultoni ingår i släktet Simiskina och familjen juvelvingar. Inga underarter finns listade i Catalogue of Life.